# 綏和
綏和（すいわ）は、中国、前漢の成帝劉驁の治世に行われた7番目の年号。
紀元前8年 - 紀元前7年。

## 出来事
- 元年：王莽が大司馬となる。
- 2年：成帝崩御。哀帝劉欣が即位。これにより哀帝の外戚である丁氏・傅氏が権力を握り、王莽は下野。

## 西暦との対照表
| 綏和 | 元年  | 2年   |
| 西暦 | 前8年 | 前7年 |
| 干支 | 癸丑  | 甲寅  |